# Shabana FC
Gusii Shabana Football Club w skrócie Shabana FC – kenijski klub piłkarski grający w drugiej, a niegdyś w kenijskiej pierwszej lidze, mający siedzibę w mieście Kisii.

## Występy w afrykańskich pucharach
| Sezon | Rozgrywki       | Runda | Kraj   | Klub           | Dom | Wyjazd | Dwumecz |
| ----- | --------------- | ----- | ------ | -------------- | --- | ------ | ------- |
| 1988  | Puchar Mistrzów | 1     | Zambia | Kabwe Warriors | 1–0 | 1–4    | 2–4     |
| 2000  | Puchar CAF      | 1     | Sudan  | Hay Al-Arab SC | 0–0 | 0–2    | 0–2     |

## Stadion
Domowe mecze klub rozgrywa na stadionie o nazwie Gusii Stadium w Kisii. Stadion może pomieścić 5000 widzów.

## Reprezentanci kraju grający w klubie od 1990 roku
Stan na sierpień 2023.
| - Moses Arita - Ramadhan Balala - Francis Baraza - Masoud Juma - Bob Mugalia - Henry Nyandoro | - Geoffrey Okoth - Sammy Okoth - Charles Okwemba - Richard Otambo - Paul Musamali |